# Софи Тарнер
Софи Тарнер (енгл. Sophie Turner; Нортхемптон, 21. фебруар 1996) енглеска је глумица, најпознатија по улози Сансе Старк у Ејч-Би-Оу-вој телевизијској серији фантастике Игра престола. Као тумач те улоге номинована је за награду Млади уметник која се додељује најбољој младој глумици за споредну улогу у ТВ серији.

## Каријера
Сансу Старк, младу племкињу из Игре престола, глуми од 2011. године и то је њена прва телевизијска улога. На аудицију се пријавила на наговор свог наставника драме, и за ту прилику офарбала је косу у црвенкастосмеђу.
Године 2013. године тумачила је главну улогу у трилеру Panda Eyes снимљеном по роману Кетрин Макфејл Another Me. Исте године је глумила лик Аделајн Марч у телевизијском филму , а глумила је и у комедији Barely Lethal. Била је и наратор кратке приче Лева Гросмана The Girl in the Mirror у аудиокњизи , антологији кратких прича коју је уредио Џорџ Р. Р. Мартин.

## Лични живот
Рођена је у Нортхемптону, а са две године преселила се у Ворик. Са једанаест година почела је да похађа Краљевску средњу школу. Од треће године постала је члан позоришне трупе Плејбокс.
Добра је пријатељица глумице Мејзи Вилијамс, која у Игри престола игра Арју Старк, сестру Сансе Старк. Упознали су се на аудицијама, а Вилијамс је открила да је добила улогу две недеље након Тарнерове.
Након завршетка снимања прве сезоне серије, њена породица је усвојила Зуни, пса који је играо Лејди, крволочног вука Сансе Старк.
Удала се за певача Џо Џонаса 2019. године са којим је добила ћерку јула 2020. године.

## Филмографија
| Улоге Софи Тарнер |                         |               |              | |
| Година            | Српски назив            | Изворни назив | Улога        | Напомена |
| 2011–2019         | Игра престола           |               | Санса Старк  | Главна улога Номинована – Награда Удружења глумаца за најбољу глумачку поставу у драмској серији (2011, 2013−2015) Номинована – Скрим награда за најбољу глумачку поставу Номинована – Награда за младог уметника за Најбоље извођење у ТВ серији — споредна млада глумица |
| 2013.             | Друга ја                |               | Феј          | |
| 2013.             | Тринаеста прича         |               | Аделајн Марч | ТВ филм |
| 2015.             | У школи је најгоре      |               | Хедер        | |
| 2016.             | Сама                    |               | Пенелопи     | |
| 2016.             | Икс-људи: Апокалипса    |               | Џин Греј     | |
| 2016.             | Чудовиште Мери Шели     |               | Мери Шели    | |
| 2019.             | Икс-људи: Мрачни Феникс |               | Џин Греј     | |
| 2022.             | Спремне за освету       |               |              | |